# 우지 (기관단총)
우지(히브리어: עוזי, UZI)는 이스라엘의 우지엘 갈이 개발한 기관단총이다.
이스라엘은 신생국가로서 국가로 인정받기 이전이었기 때문에, 이스라엘은 외국으로부터 정식으로 무기를 수입할 수 없었다. 결국 이스라엘은 기관단총의 자체 개발을 시도하게 되었다. 이스라엘 방위군은 이스라엘 조병창을 설립하고 카임 카라에게 초대 국장의 역할을, 우지엘 갈에게 실무 책임자의 역할을 맡겼다. 당시 이스라엘군은 스텐을 교체할 신형 기관단총을 요구하여 카임 카라와 우지엘 갈은 개발에 착수했고, 카라의 K-12와 갈의 우지가 경합하게 된다. 당시 이스라엘 방위군은 완전히 새로운 총기를 개발하는 것이 아닌 기존의 총기를 참조하여 개발하는 것으로 방향을 잡았다. 두 총기가 권총 손잡이 삽입 탄창과 확장형 노리쇠를 가진 형태라는 점에서는 같았으나 K-12는 사격과 정비가 간편한 고성능의 총기로 설계된 반면, 우지는 고가의 공정을 피하고 프레스 공정으로 대량 양산이 가능하도록 설계되었다. K-12는 이스라엘에게 있어 너무 고가의 총기였으므로, 결국 우지엘 갈의 디자인이 채택되었다.
오픈 볼트 방식이기 때문에 명중률은 후대의 클로즈드 볼트 방식의 MP5 시리즈에 비하면 낮은 수준이다. 그러나 오픈 볼트 중에서는 비교적 잘 맞는 편이고 값싸고 잔고장이 적고 권총손잡이 뒤에 안전장치 덕분에 오발사고가 적다는 점으로 인해 군대와 경찰, 그리고 테러리스트들이 많이 사용하였다. 미니 우지, 마이크로 우지 등의 변형이 있으며, 현재도 독일 육군 등에서 계속 사용 중이다. 마이크로 우지는 클로즈드 볼트 방식을 사용하며, 미니 우지는 클로즈드 볼트 방식과 오픈 볼트 방식 둘 중 하나를 사용하도록 제작될 수 있다.  .

## 같이 보기
- 기관단총 목록